# Satu Nou, Călărași
Satu Nou (în trecut, Odaia Protopopului) este un sat în comuna Ileana din județul Călărași, Muntenia, România.